# Joshua Abraham Norton
Joshua Abraham Norton (přibližně 1815 – 8. leden 1880), známý též jako Jeho císařské veličenstvo Norton I, byl proslulým občanem města San Francisco, který roku 1859 prohlásil sám sebe císařem Spojených států amerických a protektorem Mexika. Ačkoliv nedisponoval žádnou politickou silou a jeho vliv nesahal dále než jeho humorná pověst, požíval v San Franciscu úcty a měna vydávaná jeho jménem byla vážená v podnicích, které navštěvoval. Norton si také psal s královnou Viktorií a jeho spoluobčané i novinové nekrology o něm hovořili jako o Jeho císařském veličenstvu.
Ačkoliv byl Norton většinou považován za blázna nebo alespoň velmi výstřední osobnost, občané San Francisca (a do jisté míry celého světa) druhé poloviny 19. století oslavovali jeho přítomnost, humor i činy — mezi nejznámější patří jeho rozkaz k násilnému rozpuštění amerického kongresu a řada dekretů žádajících stavbu mostu přes sanfranciský záliv. Král v Dobrodružství Huckleberryho Finna Marka Twaina je údajně inspirován právě Nortonem.
Stoupenci diskordianismu považují císaře Nortona za svatého. Norton je několikrát zmiňován v klíčovém textu diskordianismu, Principia Discordia.